# Romainmôtier-Envy
Romainmôtier-Envy (toponimo francese) è un comune svizzero di 547 abitanti del Canton Vaud, nel distretto del Jura-Nord vaudois. Dal 2016 il borgo, grazie alla sua particolare bellezza architettonica, la sua storia e la posizione privilegiata in cui si trova è entrato a far parte dell'associazione "I borghi più belli della Svizzera".

## Storia
Il comune di Romainmôtier-Envy è stato istituito nel 1970 con la fusione dei comuni soppressi di Envy e Romainmôtier; capoluogo comunale è Romainmôtier.

### Simboli
Il nuovo comune ha adottato lo stemma che Romainmôtier aveva in uso fin dal XV secolo. Questo a sua volta riprendeva quello della locale abbazia cluniacense intitolata ai santi Pietro e Paolo i cui attributi sono rispettivamente la chiave e la spada.

## Società

### Evoluzione demografica
L'evoluzione demografica è riportata nella seguente tabella:
Abitanti censiti

## Infrastrutture e trasporti
Romainmôtier-Envy è servito dalla stazione di Croy-Romainmôtier, sulla ferrovia Losanna-Vallorbe.